# Donners Park
Donners Park (oder Donnerspark) ist eine Anlage im Hamburger Stadtteil Ottensen und liegt direkt am Geesthang zwischen Elbchaussee und Elbe.

## Lage
Der Park befindet sich im Hamburger Bezirk Altona südlich der Elbchaussee. Er erhielt seinen Namen durch die letzten Besitzer, die Altonaer Bankier- und Kaufmannsfamilie Donner. Ursprünglich war die Gartenanlage auf das heute nicht mehr existierende Donner-Schloss ausgerichtet. Der Park ist bis heute ein beliebtes Erholungsgebiet mit Liegewiese und Rodelberg. Zudem ist es ein direkter Weg zwischen Ottensen und Övelgönne. Viele Strukturen, Bäume und Wege vergangener Zeiten sind noch heute gut zu erkennen und zu begehen. Der Donners Park ist Teil einer Reihe von Elbparks am Hohen Elbufer. Östlich grenzt er an den Heine-Park, der über eine Fußgängerbrücke zu erreichen ist. Westlich geht der Park in den sogenannten Rosengarten über, einen weiteren angrenzenden Elbpark.

## Geschichte
Ursprünglich gehörte das Gelände zu einer alten Wassermühle, die das Hangwasser nutzend nahe der Elbe stand und ein Zankapfel zwischen Hamburg und Dänemark war. Nachdem sie abgebrannt war, wurde sie neu gebaut. Aus dieser Mühle entwickelte sich der Name Neumühlen. 1676 wurde das Gelände vom Kaufmann Jenckel gekauft, der das Gelände in einen Landsitz mit „Lustgarten“ umwandelte. Jenckels Erben, sie nannten sich „Jenquel“, verkauften das Anwesen 1778 für 8600 M an John Blacker, der Courtmaster der Hamburger Company war. Blacker veränderte das Anwesen und verkaufte es 1793 für 23500 M weiter, nachdem er sich vorher noch ein angrenzendes Gelände gekauft hatte.

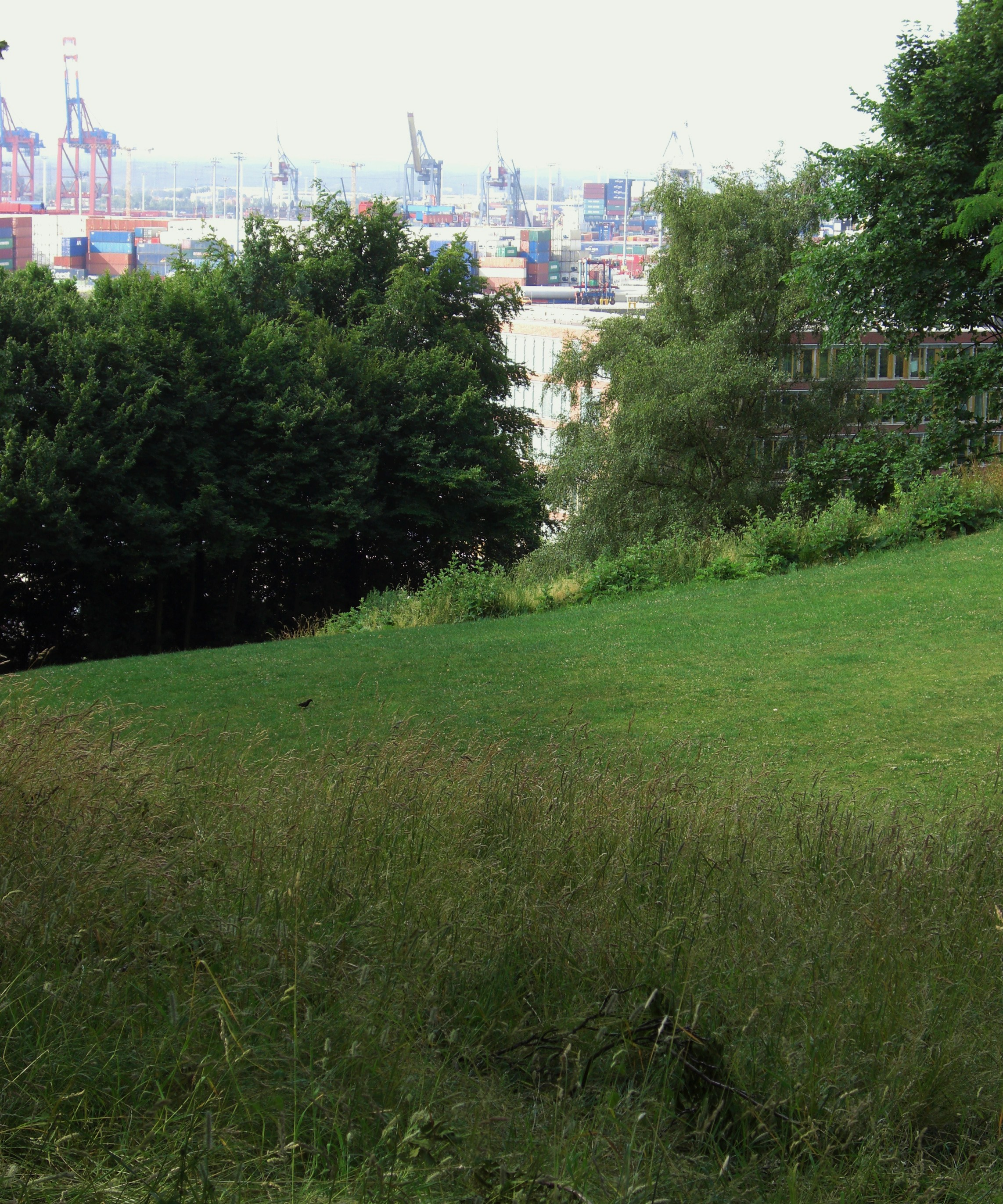
Donners Park in Hamburg-Altona mit Blick auf den Hamburger Hafen

Im Jahre 1793 übernahmen die drei Freunde Georg Heinrich Sieveking, Conrad J. Matthiessen (1751–1822) und der Verleger Piter Poel den Garten gemeinsam. Sie erbauten ein Haus, wohnten dort an den Wochenenden zusammen und bewirtschafteten das Gelände gemeinsam. Der Garten wurde nach dem Ausscheiden von Matthiesen für lockere Zusammenkünfte von aufgeklärten Menschen genutzt. Der Garten wurde im Auftrag Sievekings von dem Gartenarchitekten Joseph Ramée neu gestaltet. Mit diesem erfolgreich ausgeführten ersten Auftrag im norddeutschen Raum schuf sich Ramée einen Namen, er war in folgenden Jahren an viele Parkanlagen prägend beteiligt.
Nachdem Sieveking verstorben war, führte dessen Frau Johanna Margaretha Sieveking das Anwesen und die Geselligkeiten fort. Als das Sievekingsche Handelshaus infolge der von Napoleon verhängten Kontinentalsperre 1811 Konkurs anmelden musste, ließ Johanna den Neumühlener Landsitz versteigern. Käufer war der Kaufmann und dänische Etatsrat Johann Peter Stoppel aus Altona. Von diesem erwarb es 1820 der Kaufmann und Bankier Conrad Hinrich Donner. Er ließ auf dem Gelände 1834 ein Gebäude errichten, das an ein Gewächshaus anschloss und als Museum für seine Sammlung (Marmorskulpturen) diente und als erstes Werk des Architekten Gottfried Semper gilt. Sein Sohn Bernhard Donner (1809–1865) ließ das Sievekingsche Haus abreißen und errichtete an anderer Stelle ein Landhaus. Das von ihm als Schloss bezeichnete Landhaus wurde durch den Architekten Johann Heinrich Strack in den Jahren 1853 bis 1855 in gotischem Stil und Geschmack der Spätromantik gebaut. Ebenso wie im Sievekingschen Haus verkehrten im Schloss, mit seinem freien Blick über die Elbe und ausgeschmückt mit Freskenmalerei von Wilhelm von Kaulbach, bekannte Persönlichkeiten, Könige und Kaiser.

Karte von 1889

Nach dem Tod von Bernhard (1809–1865) wurde das Gelände von seiner Frau Helene Donner (1819–1909) bewohnt und der Park erweitert. Helene Donner galt als sehr wohltätig, unter anderem das Helenenstift wurde von ihr gegründet. Nach ihrem Tod erwarb am 7. Dezember 1911 die Stadt Altona das Gelände und machte es als Donners Park der Öffentlichkeit zugänglich. Die monumentalen Wandgemälde von Wilhelm von Kaulbach und seinem Schwiegersohn August von Kreling kamen in das ebenfalls der Familie Donner gehörende Schloss Bredeneek. Das im Zweiten Weltkrieg durch Luftangriffe zerstörte Donner-Schloss wurde für die Städtische Kunstgewerbeschule und ein Technisches Seminar verwandt. Der Semper-Bau mit seinem oktagon-förmigen Kuppelaufbau, der 1914 für eine Gartenbauausstellung zum Café umgebaut worden war, wurde 1942 durch Bomben beschädigt und nach späterem Verfall schließlich abgerissen.

## Gartenbauausstellung 1914
Anlässlich des 250-jährigen Bestehens Altonas und der 50-jährigen Zugehörigkeit zu Preußen wurde eine große Gartenbauausstellung geplant. Zur Planung dieser Ausstellung wurde Ferdinand Tutenberg 1913 von Bürgermeister Bernhard Schnackenburg nach Altona berufen. Die Ausstellung fand vor allem im umgestalteten Donners Park, im Rosengarten und auf dem Gelände nördlich der Elbchaussee statt. Mit inbegriffen war die Ausstellung Schleswig-Holsteinische Kunst des Altonaer Künstlervereins, der extra für die Dauer der Ausstellung ein Gebäude errichteten ließ. Da während der Gartenbauausstellung der Erste Weltkrieg ausbrach, war sie ein finanzieller Misserfolg, auch trotz weiterer Öffnung bis Saisonende. Nach der Ausstellung wurden die an der Elbchaussee liegenden Flächen parzelliert und durch die Stadt verkauft.

## Sonstiges
1927 holte der Oberbürgermeister der Stadt Altona, Max Brauer, eine Heinrich-Heine-Plastik des Künstlers Ludvig Hasselriis (1844–1912) nach einer Odyssee an die Elbchaussee und gewährte ihr in Donners Park „Asyl“. Sie steht heute im südfranzösischen Toulon.